# Петухов Лог (Єгор'євський район)
Петухо́в Лог (рос. Петухов Лог) — селище у складі Єгор'євського району Алтайського краю, Росія. Входить до складу Сростинської сільської ради.

## Населення
Населення — 110 осіб (2010; 129 у 2002).
Національний склад (станом на 2002 рік):
- росіяни — 98 %